# 蓋爾拉

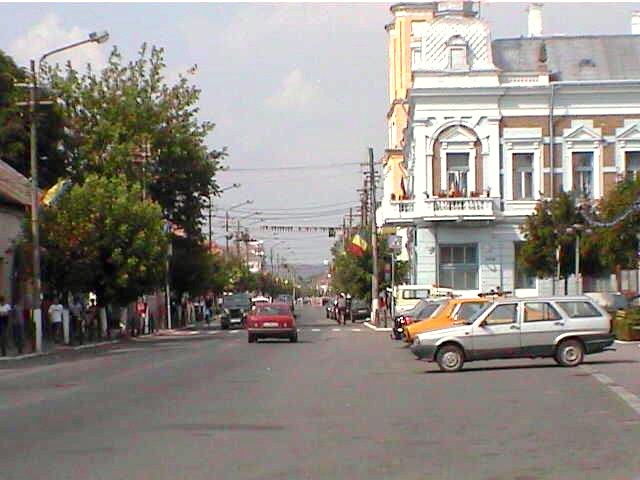

蓋爾拉是羅馬尼亞的城市，位於該國西北部，距離首府克盧日-納波卡35公里，由克魯日縣負責管轄，面積36.3平方公里，海拔高度255米，2009年人口22,092，大多數居民信奉東正教。

## 友好城市
- 法國 伊泽尔

## 外部連結
- Armenierstadt
- Armenians in Romania at the Central European University site （页面存档备份，存于）